# بطباط أنيق
بطباط أنيق (الاسم العلمي:Polygonum elegans) هو نوع من النباتات يتبع جنس البطباط من الفصيلة البطباطية.